# 稗田山崩れ
稗田山崩れ（ひえだやまくずれ）は、1911年（明治44年）8月8日に発生した、現在の長野県北安曇郡小谷村にある稗田山が崩壊した災害。
1707年（宝永4年）に駿河国で起きた大谷崩れ、1858年（安政5年）に立山連峰で起きた鳶山崩れとともに、日本三大崩れのひとつとされる。

地名の稗田（ひえだ）は、古語ヒウは剥ぐ、削り取るの転訛語でヒエ、タは所を意味する。

## 経過

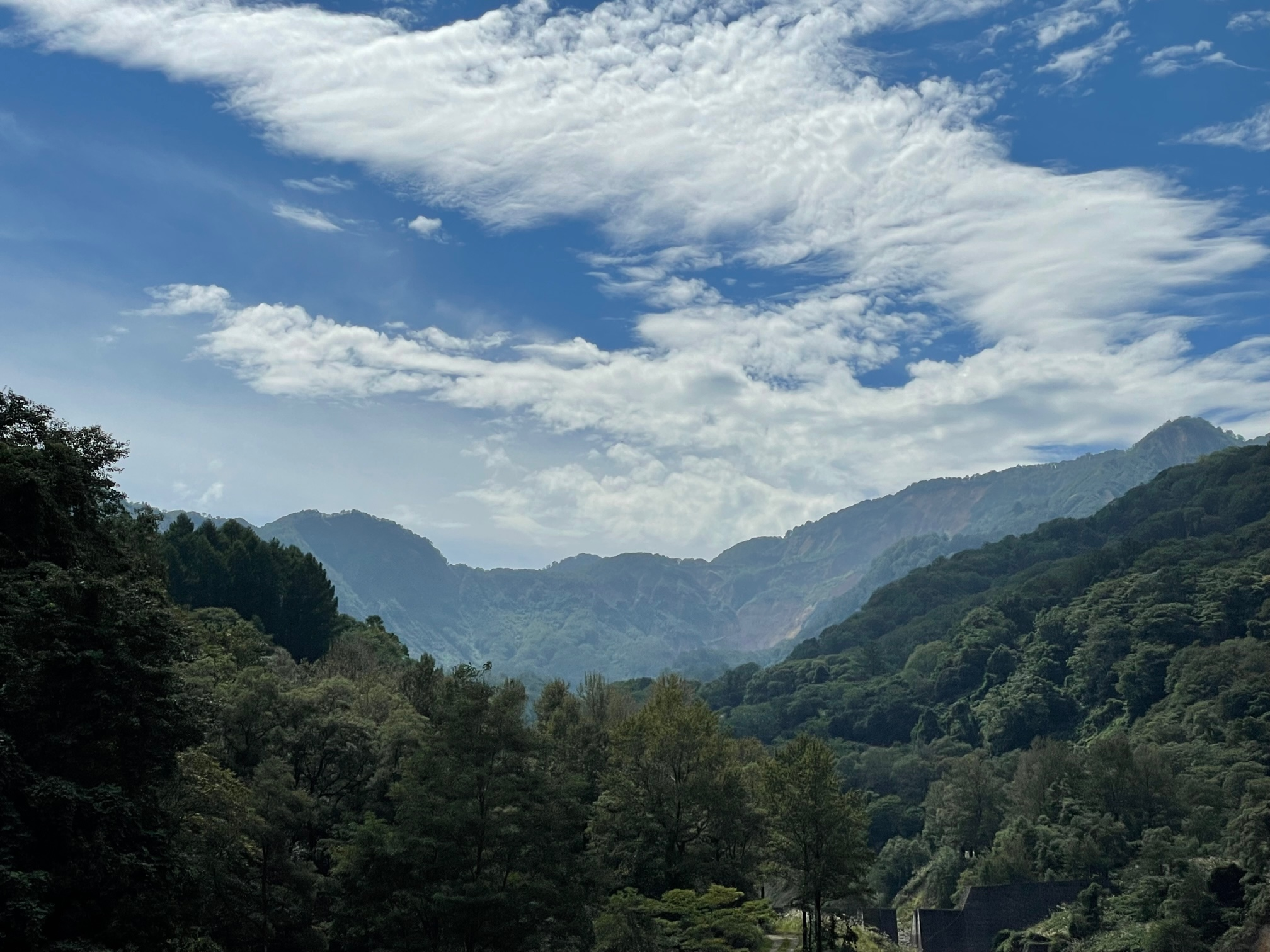
稗田山

### 予兆
もともと崩壊の起きやすい地盤の地域で、小規模な崩壊や土石流はたびたび発生していた。1か月前から音響が轟くといった予兆はあったと伝えられる。崩壊に結びつく直接的な要因は不明であるが、崩壊の4日前に台風が通過し記録的な降雨があったとされている。

### 発生
1911年（明治44年）8月8日未明、山頂北側斜面が長さ約3kmにわたり河床から300ｍの高さで大崩壊し、土砂が直下の金山沢と浦川本流を埋め死者26名の被害を出した。大量の土砂は崩壊地点から約6kmに及び最深部で100m以上の谷を埋めるに留まらず、姫川の合流点で堆積。長瀬湖という天然ダム湖を形成した。
このダムが湛水したことから急遽、地元住民らの手で排水路の設置による災害対策が講じられたが功を奏せず、一部が決壊した。大量の土砂が流出し、糸魚川市の河口にまで被害が及び、姫川沿いの多くの家々が居住不能、田畑は耕作不能となり、周辺の海域で魚の大量死が発生した。この結果、集団移転する集落や一家離散する家々が相次いだ。
崩壊地の面積は 180ha、崩壊土砂量は資料により差違があり2,300万メートル3あるいは1億5千万m3とされ、日本における20世紀最大級の土砂災害となった。本災害によって、北小谷村役場があった来馬集落も壊滅し、役場は高台に移転した。

### その後
翌1912年（明治45年）の梅雨期にも天然ダムは再決壊したほか、翌年4月と5月にも再度の崩壊があり、復旧途上にあった地域経済にとどめを刺している。

## 現在

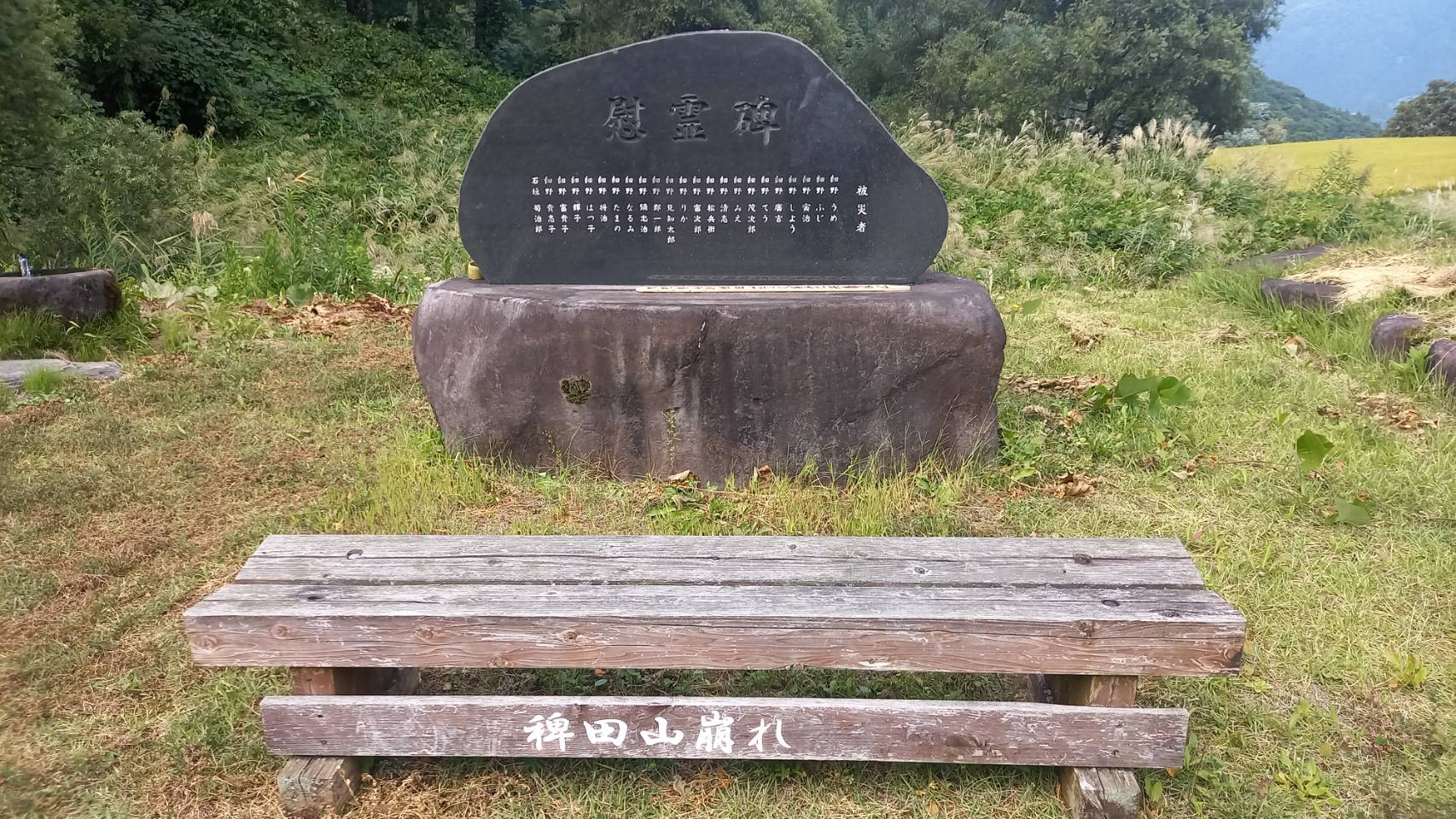
稗田山崩れの慰霊碑

標高1,428m。安山岩質溶岩と凝灰岩の互層からなる。直下には、姫川の支流である浦川が流れ、浦川本流には土砂流失を防ぐ為の砂防堰堤が数カ所建設されている。
崩壊跡地は、第二次世界大戦後からの国の直轄砂防事業などにより平穏を取り戻し、かつての大災害の様子がうかがえないほどの復旧が達せられている。崩壊が生じなかった稗田山の南側斜面の一部は、白馬乗鞍スキー場の滑走斜面となっている。
県道糸魚川街道は、当初建設されていたルートがこの災害の影響により通行できなくなったため、予定よりかなり高い位置に設定され、現国道148号に引き継がれている。
2011年（平成23年）8月8日、災害の発生から100周年を迎え、石坂地区にて記念碑・慰霊碑の除幕式、小谷村立小谷小学校でシンポジウムが開催された。
2021年（令和3年）10月6日、災害の発生から110周年に合わせ、現地を見渡すことができる松ケ峯無線中継所（北小谷）の展望台に稗田山崩れの案内板が設置された。

## 砂防ダム

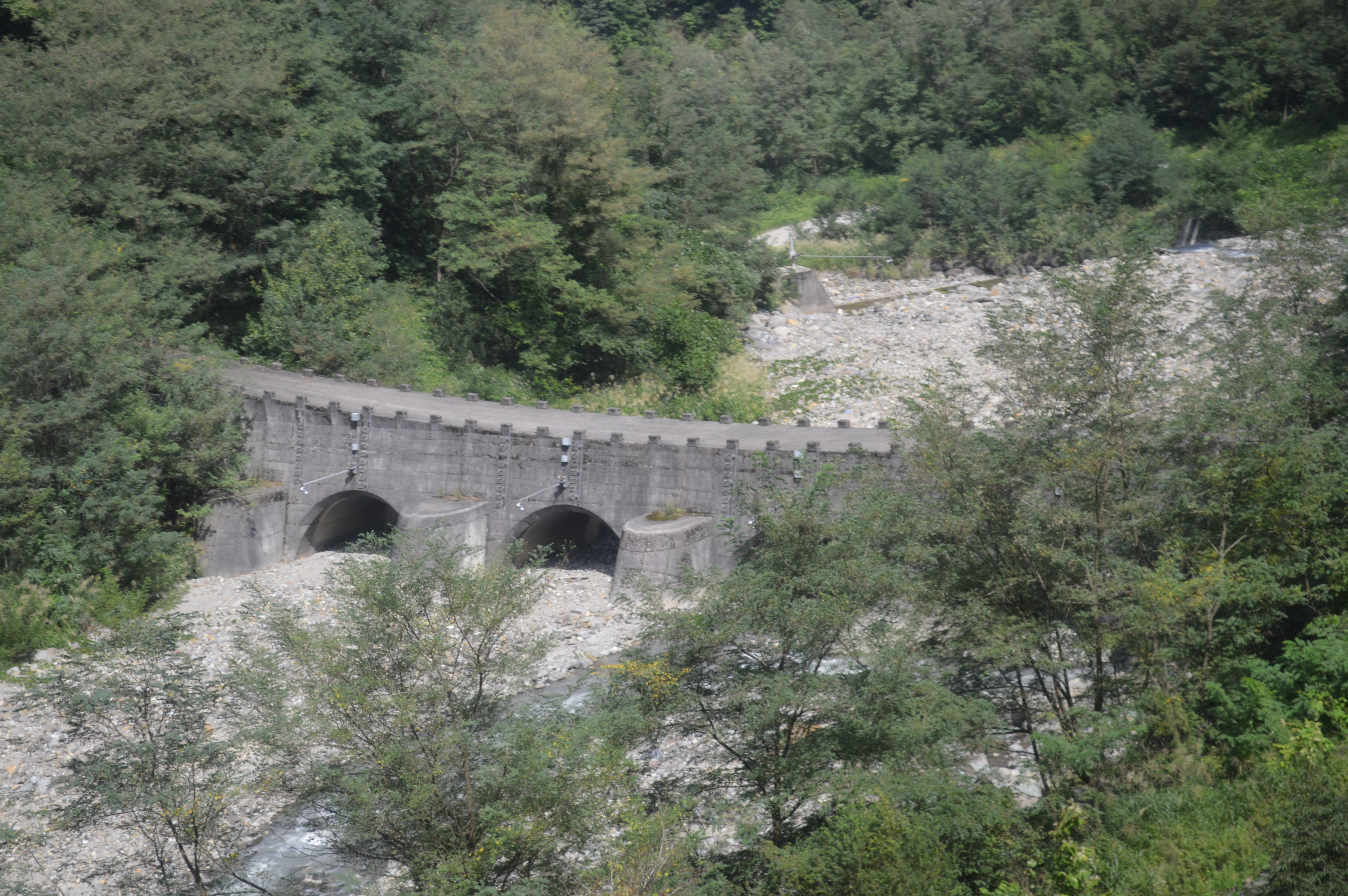
浦川スーパー暗渠砂防ダム

急峻な地形や脆弱な地質が理由で、姫川流域では土砂災害が頻発しており、戦前から多数の砂防事業が行われている。
1998年（平成10年）5月22日、浦川にトンネルで土砂を流すタイプの砂防として日本初のスーパー暗渠砂防ダム（浦川スーパー暗渠砂防ダム）が竣工した。異常土砂流出の際に堰堤部分が土砂を貯留し、短時間の間に下流に土砂が流出することを防止する効果がある。この形式のえん堤としては当時世界初の着工、世界最初の完成である。高さは11メートル、幅は120メートル、暗渠部の半径は4メートル。

## 幸田文『崩れ』

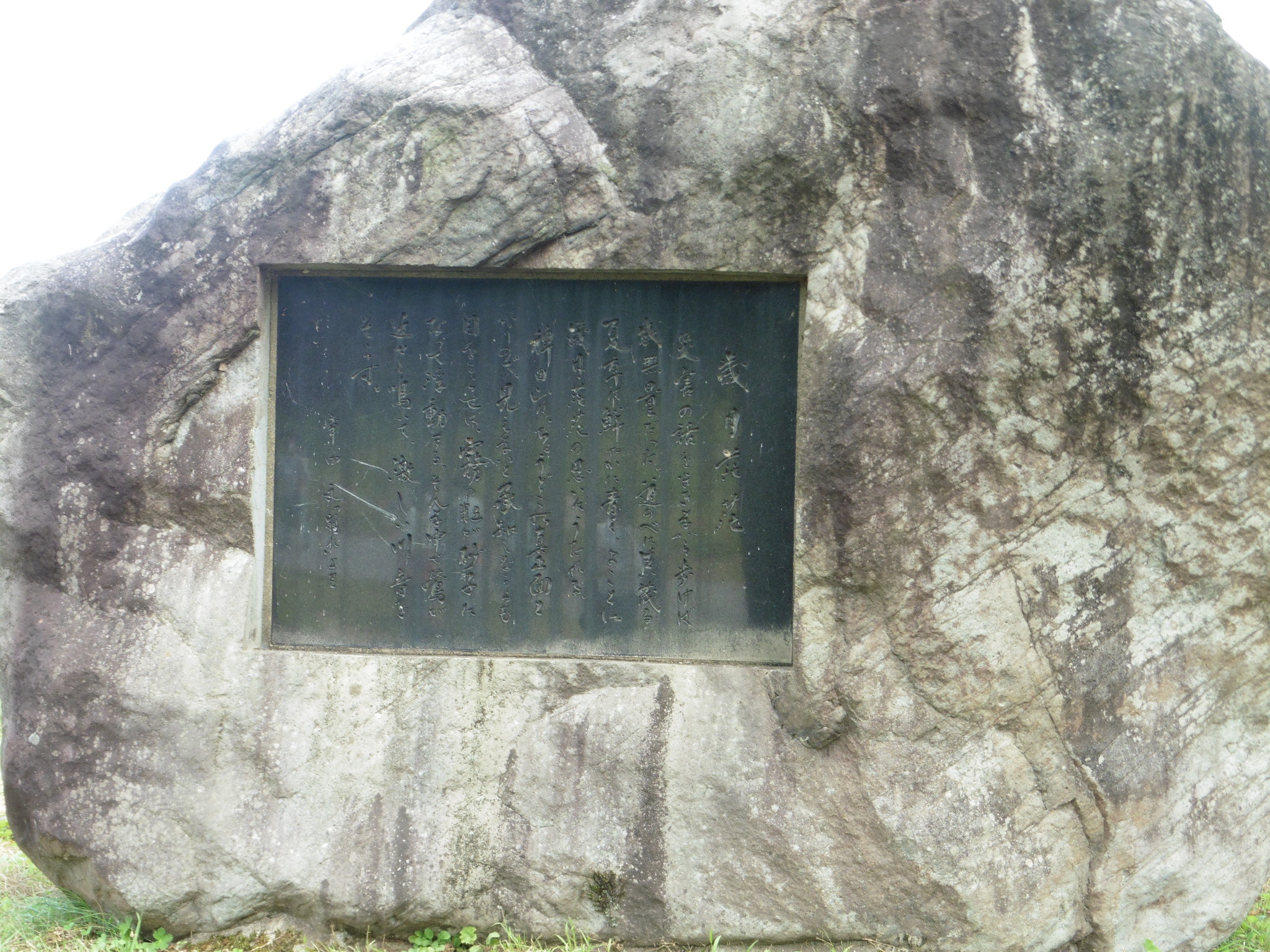
幸田文文学碑「歳月茫茫」

著作家の幸田文は日本各地の崩れを調査し、没後の1991年（平成3年）に講談社から単行本『崩れ』を出版した。1994年（平成6年）には文庫本も発売されている。浦川に架かる浦川橋近くには、稗田山崩れの案内板とともに、『崩れ』の文章が記載された石碑が設置されている。
幸田文は、1976年（昭和51年）7月7日には稗田山の崩壊現場と、浦川・姫川の暴れを訪問した。取材時に会った66歳の男性に話を聞くと、1911年（明治44年）の災害時は母親の胎内にいたとのことだった。母親は土石流の上に乗ったまま流されたが、対岸に打上げられて助かったとのことである。